# Півпростір

Площина ділить простір на два півпростори

Півпростір (англ. Half-space) є однією з двох частин, на які площина ділить тривимірний Евклідів простір. У більш загальному, багатовимірному випадку, півпростір є однією з двох частин, на які гіперплощина ділить афінний простір. Тобто точки, які не належать гіперплощині, розподіляються на дві опуклі множини (тобто півпростори), таким чином, що будь-який підпростір, що містить точки з різних півпросторів, повинен перетинати гіперплощину. Наприклад, відрізок, що з'єднує точки з різних півпросторів, повинен перетинати гіперплощину.
Півпростір може бути або відкритим або замкненим. Відкритий півпростір збігається з однією з двох відкритих множин, утворених відніманням гіперплощині від афінного простору. A замкнений півпростір є об'єднанням відкритого півпростору та гіперплощини, що визначає його.
Якщо простір двовимірний, то півпростір називається півплощиною (відкритою або замкненою). Півпростір одновимірного простору називають променем.
Оскільки площину можна описати лінійним рівнянням, то півпростір можна визначити відповідною лінійною нерівністю.
Строга нерівність визначає відкритий півпростір, а нестрога — замкнений:
{\displaystyle a_{1}x_{1}+a_{2}x_{2}+\cdots +a_{n}x_{n}>b} — відкритий півпростір
{\displaystyle a_{1}x_{1}+a_{2}x_{2}+\cdots +a_{n}x_{n}\geqslant b} — замкнений
Припускається, що серед дійсних чисел a1, a2, …, an буде хоча б одне не нульове.

## Властивості
- Півпростір є опукла множина.
- Будь-яка опукла множина може бути описана як (можливо, нескінченний) перетин півпросторів.

## Верхній і нижній півпростори
В n-мірному просторі відкритим (замкненим) верхнім півпростором називається півпростір всіх точок (x1, x2, …, xn) таких, що xn > 0 (≥ 0). Відповідно відкритий (замкнений) нижній півпростір буде множиною точок, для яких координата xn від'ємна (не додатна).